# Вэнь Янфан
Вэнь Янфан (кит. 文 艷芳; 20 октября 1966) — китайская гребчиха-байдарочница, выступала за сборную Китая в начале 1990-х годов. Участница летних Олимпийских игр в Барселоне, чемпионка Азиатских игр, бронзовая призёрша чемпионата мира, победительница многих регат национального и международного значения.

## Биография
Вэнь Янфан родилась 20 октября 1966 года.
Первого серьёзного успеха на взрослом международном уровне добилась в 1990 году, когда попала в основной состав китайской национальной сборной и выступила на Азиатских играх в Пекине, где впоследствии одержала победу в зачёте четырёхместных байдарок на дистанции 500 метров. Год спустя побывала на чемпионате мира в Париже, откуда привезла награду бронзового достоинства, выигранную в полукилометровой гонке четвёрок — в финале её обошли только экипажи из Германии и Венгрии.
Благодаря череде удачных выступлений Вэнь удостоилась права защищать честь страны на летних Олимпийских играх 1992 года в Барселоне — стартовала здесь на пятистах метрах в четвёрках и стала в решающем заезде пятой, немного не дотянув до призовых позиций. Вскоре по окончании этих соревнований приняла решение завершить карьеру профессиональной спортсменки, уступив место в сборной молодым китайским гребчихам.